# Tirana

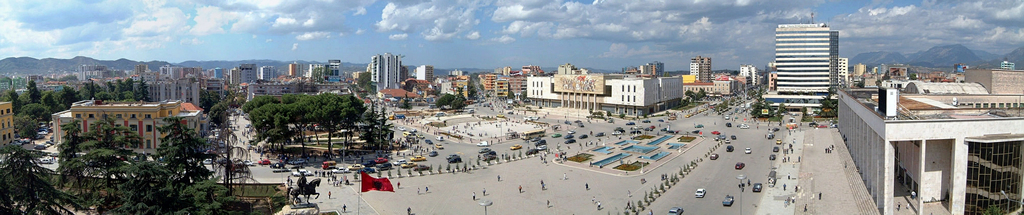
Vista panoràmica de Tirana

Tirana (en albanès Tiranë o Tirana) és la capital i la ciutat més poblada d'Albània. Té una població oficial estimada de 374.801 habitants el 2005, si bé altres fonts l'eleven fins als 700.000. Fundada el 1614, va esdevenir la capital albanesa el 1920.
Està situada a 41.33°N i 19.82°E al districte i el comtat homònims. L'altitud mitjana és de 90 meters sobre el nivell del mar. Les temperatures varien entre els 6,7 °C al gener i els 23,8 °C al juliol. La precipitació anual és de 1.200 mm; els mesos més secs són juliol i agost.
Emplaçada vora el riu Ishm, Tirana és el principal centre industrial i cultural d'Albània. Les indústries més importants inclouen els productes agrícoles i la maquinària, els tèxtils, farmacèutics i metal·lúrgics. Tirana ha experimentat un ràpid creixement i s'hi han establert moltes noves indústries des dels anys 20 del segle xx.
Tirana actualment intenta desenvolupar la indústria turística, tot i que aquests esforços es veuen entrebancats per la inestabilitat política de la regió, causada pels conflictes militars durant la dècada de 1990 a Albània i els països veïns Bòsnia i Hercegovina, Kosovo i Macedònia del Nord.

## Geografia

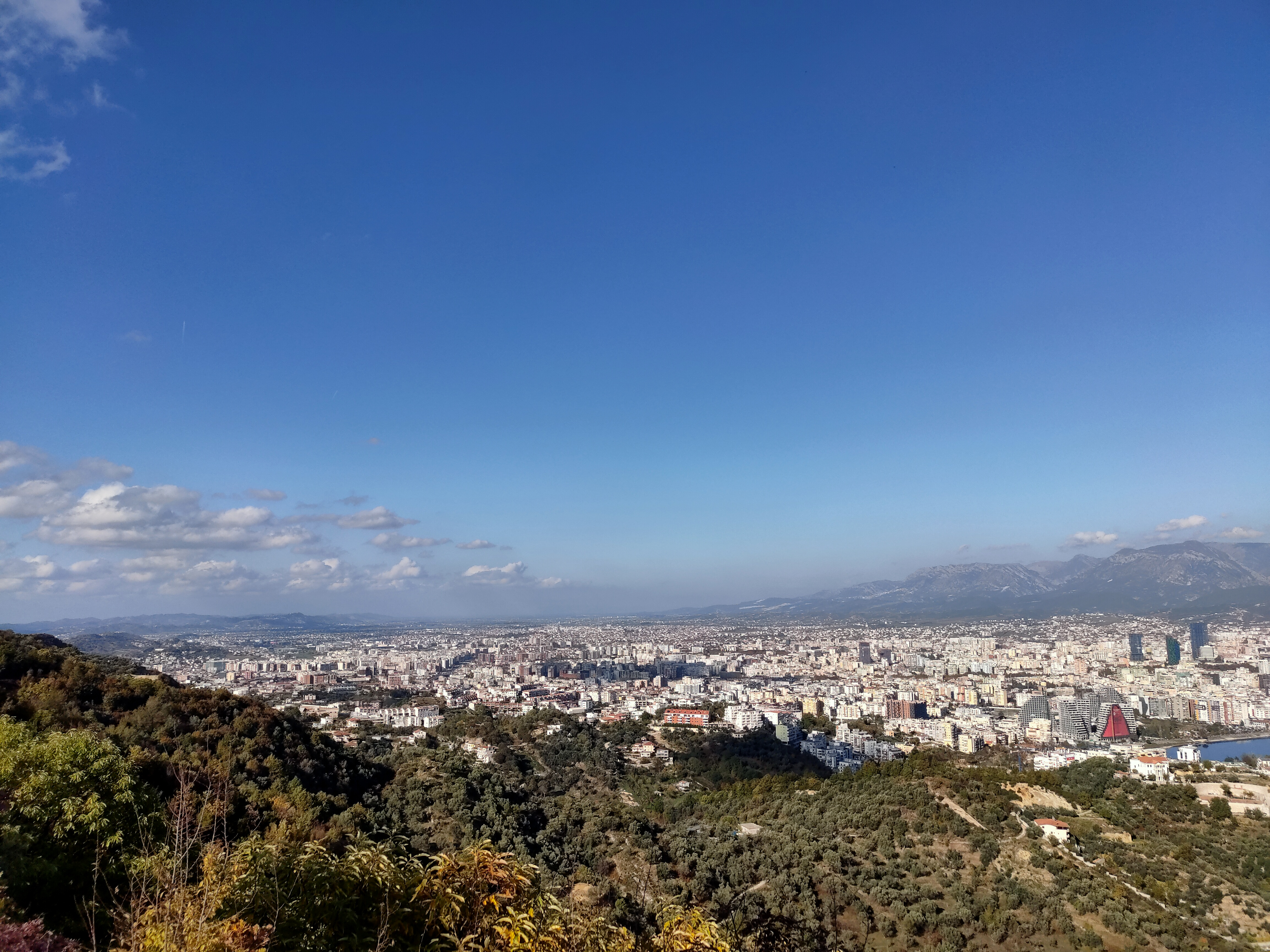
Vista de l'àrea metropolitana de Tirana

Tirana s'estén a la plana de Tirana, al centre d'Albània, entre el mont Dajt a l'est, els turons de Kërrabe, Sauk i Vaqarr al sud i una vall al nord amb vistes al mar Adriàtic. L'altitud mitjana és d'uns 110 m sobre el nivell del mar, amb un màxim de 1828 m a Maja Mincekut de Mali me Gropa a Shenmeri.
La ciutat està envoltada de dues àrees protegides importants: el Parc Nacional Dajti i el Paisatge Protegit Mali me Gropa-Bizë-Martanesh. A l'hivern, les muntanyes solen estar cobertes de neu i són un refugi popular per a la població de Tirana, que poques vegades rep nevades. Pel que fa a la biodiversitat, els boscos estan formats principalment per pi, roure i faig, mentre que el seu relleu està esquitxat de canyons, cascades, coves, llacs i altres formes de relleu. Gràcies al seu patrimoni natural, és considerat el Balcó Natural de Tirana. Es pot arribar a la muntanya per una estreta carretera de muntanya asfaltada cap a una zona coneguda com Fusha e Dajtit. Des d'aquesta petita zona hi ha una vista de Tirana i la seva plana.
El riu Tirana travessa la ciutat, igual que el riu Lanë. Tirana acull diversos llacs artificials, com ara Tirana, Farka, Tufina i Kashar. El municipi actual es va formar en la reforma del govern local de 2015 per la fusió dels antics municipis de Baldushk, Bërzhitë, Dajt, Farkë, Kashar, Krrabë, Ndroq, Petrelë, Pezë, Shëngjergj, Tirana, Vaqarr, Zall-Bastar i Zall-Herr., que es van convertir en unitats municipals. La seu del municipi és la ciutat de Tirana.

### Clima

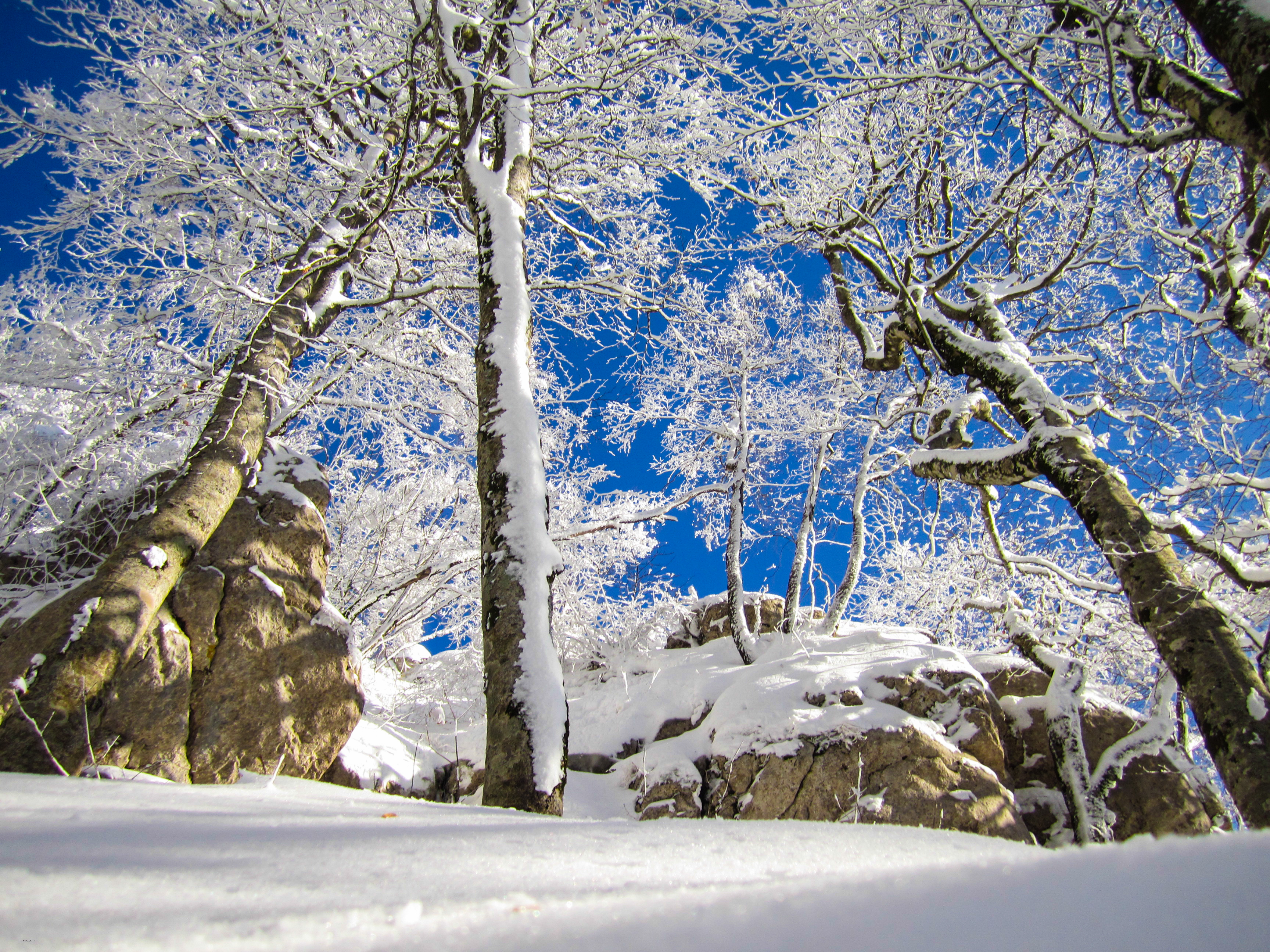
Neu al Parc Nacional Dajti. Generalment es fon ràpidament a la regió.

Tirana té un clima subtropical humit (Cfa) segons la classificació climàtica de Köppen i rep prou precipitació durant l'estiu per evitar la classificació de clima mediterrani (Csa).
La precipitació mitjana a Tirana és d'uns 1266 mm per any. La ciutat rep la majoria de precipitacions als mesos d'hivern, que es produeixen de novembre a març, i menys als mesos d'estiu, de juny a setembre. Pel que fa a les precipitacions, tant pluja com neu, la ciutat es troba entre les ciutats més humides d’Europa.
Les temperatures varien al llarg de l'any a partir d'una mitjana de 6,7 °C del gener al 24 °C al juliol. Les primaveres i els estius són molt càlids a calorosos, sovint arribant als 20 °C de maig a setembre. Durant la tardor i l'hivern, de novembre a març, la temperatura mitjana baixa i no és inferior a 6,7 °C . La ciutat rep unes 2.500 hores de sol.

### Urbanisme

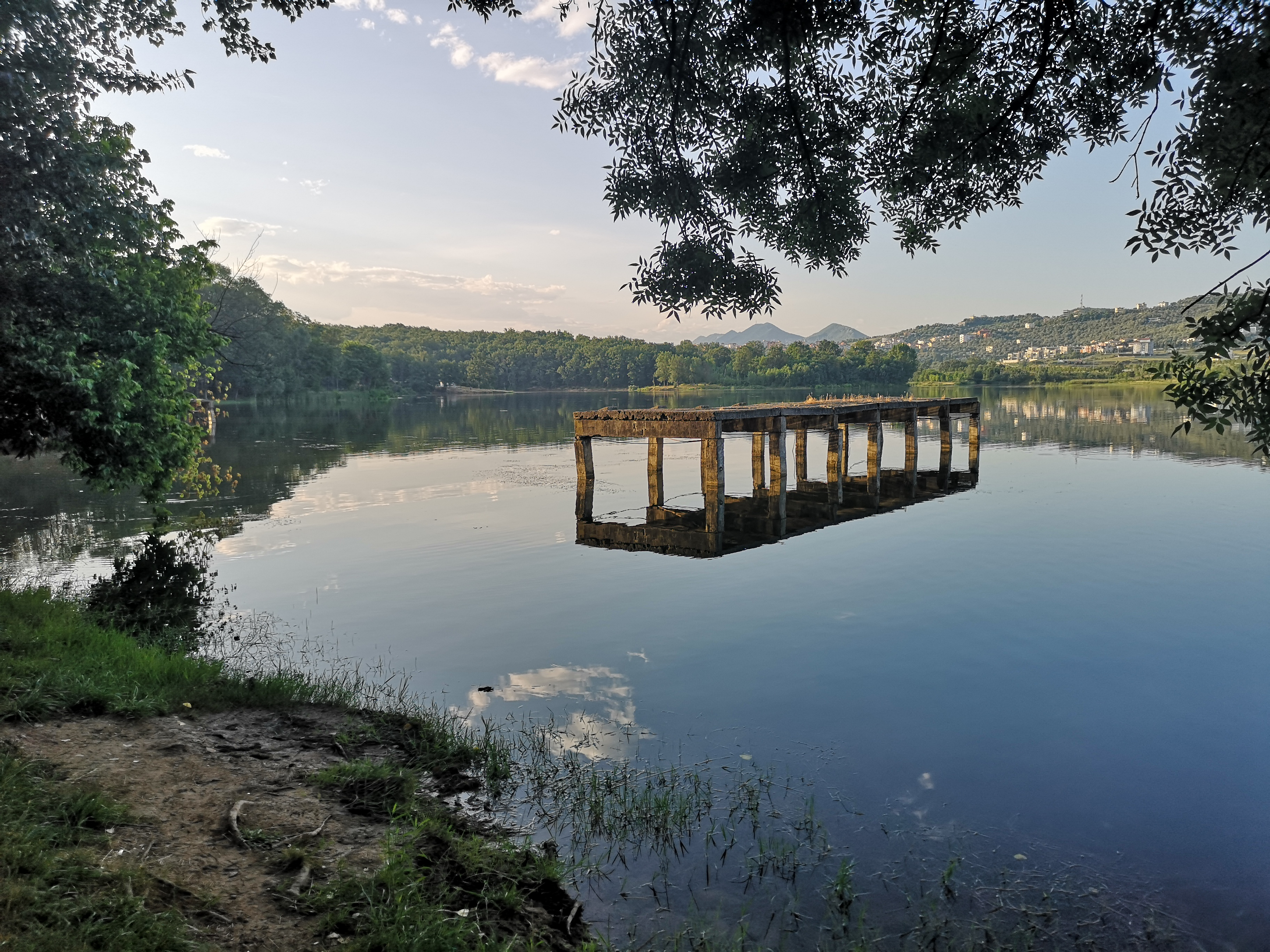
El llac artificial de Tirana construït a partir d'aigües locals el 1955

El setembre de 2015, Tirana va organitzar el seu primer dia sense vehicles, unint forces amb nombroses ciutats d'arreu del món per lluitar contra el problema existent de la contaminació de l'aire urbana. Aquesta iniciativa va provocar una disminució considerable tant de la contaminació atmosfèrica com acústica, animant l'Ajuntament a organitzar una jornada sense vehicles cada mes.
La ciutat pateix problemes relacionats amb la superpoblació, com ara la gestió de residus, alts nivells de contaminació de l'aire i una important contaminació acústica. Durant les últimes dècades, la contaminació de l'aire s'ha convertit en una preocupació urgent a mesura que ha augmentat el nombre de cotxes. Es tracta principalment de cotxes dièsel dels anys 90 i principis dels 2000, mentre que es creu àmpliament que el combustible utilitzat a Albània conté quantitats més grans de sofre i plom que a la Unió Europea. A partir de l'1 de gener de 2019, el govern ha imposat una prohibició d'importació de vehicles usats fets abans de 2005 per tal de frenar la contaminació, fomentar la compra de cotxes nous a concessionaris nacionals certificats i millorar la seguretat viària general. Una altra font de contaminació són les partícules inhalades de PM10 i PM²,5 i els gasos NO 2 resultants del ràpid creixement en la construcció de nous edificis i l'expansió de la infraestructura viària.
Els residus sòlids no tractats són presents a la ciutat i als afores. A més, hi ha hagut queixes d'excés de contaminació acústica. Malgrat els problemes, el Gran Parc del Llac Artificial té un cert efecte en l'absorció de les emissions de CO 2, mentre que més de 2.000 arbres s'han plantat al voltant de les voreres.
Les obres de quatre nous grans parcs han començat l'estiu de 2015 situats a Kashar, Farkë, Vaqarr i Dajt. Aquests parcs formen part del nou pla urbanístic que pretén augmentar la concentració d'espais verds a la capital. El govern ha inclòs zones verdes designades al voltant de Tirana com a part del Tirana Greenbelt on la construcció no està permesa o limitada.

## Demografia
| 7 gener 1979 | 14 abril 1989 | 1r abril 2001 | 1r octubre 2011 |
| 189.000      | 238.057       | 343.078       | 418.495         |

L’Institut d'Estadística (INSTAT) va estimar la població del municipi de Tirana en 418.495 el 2011. Amb una densitat de població de 502 habitants per quilòmetre quadrat, Tirana és el municipi més densament poblat del país. L'àrea metropolitana que engloba, formada per les regions de Durrës i Tirana, té una població combinada d'aproximadament 1 milió de població que representa gairebé un terç de la població total del país.
Històricament, Tirana ha experimentat un augment constant de la població en els darrers anys, especialment després de la caiguda del comunisme a finals del segle xx, així com els inicis del segle xxi. El notable creixement va ser, i encara és, en gran part impulsat per migrants d'arreu del país sovint a la recerca d’ocupació i millors condicions de vida. Entre 1820 i 1955, la població de Tirana es va multiplicar per deu, mentre que durant el període de 1989 a 2011, la població de la ciutat va créixer anualment aproximadament un 2,7%. Als segles XIX i XX, la ciutat va tenir un ritme de creixement inferior a l'1% anual fins a la Dècada del 1970, per després baixar a menys del 8% anual fins a les xifres de mitjans del segle xx.
La població de Tirana està formada per una barreja de diferents grups culturals i ètnics del sud d'Europa. Les ètnies més representades són els albanesos (84,10%), els grecs (0,35%), els aromanesos (0,11%), els macedonis (0,07%) i els italians (0,03%).
A Albània, un estat laic sense religió d'estat, la llibertat de creença, consciència i religió està expressament garantida en la constitució d'Albània. Tirana és religiosament diversa i té molts llocs de culte per a la seva població religiosa que és partidari de l'islam, el cristianisme i el judaisme, però també de l'ateisme i l'agnosticisme. Tots ells mantenen la seva seu albanesa repartida pel territori de Tirana. No obstant això, la direcció de l'Orde Bektaixi va establir el seu centre mundial també a la ciutat.
En el cens de 2011, el 55,7% de la població del municipi de Tirana es comptava com a musulmà, el 3,4% com a bektaixis i l'11,8% com a cristiana, incloent el 5,4% com a catòlica romana i el 6,4% com a ortodoxa oriental. El 29,1% restant de la població va declarar no tenir religió o no va donar una resposta adequada. El cens de 2011 no incloïa dades específiques a nivell municipal per a altres grups religiosos. L’Església catòlica romana està representada a Tirana per l’arxidiòcesi de Tirana i Durrës, amb la catedral de Sant Pau com a seu de la prelacia. La comunitat ortodoxa albanesa és servida per l’arquebisbe de Tirana a la catedral de la Resurrecció.

## Cultura
Tirana ofereix una combinació d'estil de vida tradicional i modern amb una varietat d'arts, menjar, entreteniment, música i vida nocturna. La seva població celebra un ampli ventall de festivals religiosos i altres, com ara Nadal, Eid, Hanukkà i Nowruz. Un altre festival és Dita e Verës que té lloc cada any el 14 de març, durant el qual els albanesos celebren la fi de l'hivern i l'arribada de la primavera.
Entre les institucions locals hi ha la Biblioteca Nacional, que guarda més d'un milió de llibres, publicacions periòdiques, mapes, atles, microfilms i altres materials bibliotecaris. La ciutat compta amb cinc cases tradicionals (cases-museu) ben conservades, 56 monuments culturals, vuit biblioteques públiques.
Hi ha moltes institucions culturals nacionals i estrangeres a Tirana, entre altres el British Council, el Canadian Institute of Technology, així com el Goethe-Institut alemany i la Fundació Friedrich Ebert. Altres institucions culturals són l’Institut xinès Confuci, la Fundació Grega Hel·lènica per a la Cultura, l'Institut Italià de Cultura i l'Aliança Francesa.
La mesquita d'Ethem Bey, començada el 1789 per Molla Bey i acabada el 1821 pel seu fill, Haxhi Ethem Bey, besnet de Suleiman Paixà, és un edifici remarcable. Un altre edifici interessant, situat prop de la mesquita d'Ethem Bey a la plaça Skanderbeg, és la Torre del Rellotge (Kulla e Sahatit), construïda el 1830. El 2001 va finalitzar la construcció de l'església més gran de Tirana, la catedral catòlica de Sant Pau.
A Tirana també hi ha la Universitat de Tirana, fundada el 1957, i diversos edificis de caràcter governamental i públic com l'Institut Albanès de Ciències, l'Acadèmia d'Arts, la Universitat Agrícola, l'Acadèmia Militar, l'Institut del Ministeri d'Afers Interiors, l'Assemblea Popular i el Tribunal Suprem.

## Història
Tirana fou fundada el 1614 pel general otomà Suleiman Paixà Berkin-zade, que hi va fer construir una mesquita, una fleca i uns banys turcs, i segons la llegenda la va anomenar "Tehran", en record de la seva victòria militar a l'Iran, quan hauria estat a la ciutat de Teheran, a Pèrsia (l'actual Iran), però en realitat sembla que el nom deriva d'un llogaret que hi havia al lloc, que s'anomenava justament Tiran. La vila va restar en mans dels descendents de Suleiman: Ahmed Mukhtar, Ibrahim Bey, Ahmed Bey i Kahraman Pasha (aquest darrer vivia al final del segle xviii i inicis del XIX). Ewliya Çelebi la va visitar el 1661/1662 i diu que pertanyia al sandjak d'Ochrida (Ohrid). Al segle xviii es va fortificar (obra d'Ibrahim Bey) però era sobretot un mercat al mig d'una regió agrícola; al final del segle li faltava poc per 4.000 habitants, 480 botigues i unes 2.000 cases. Les guerres entre els bashatli de Skhodra i Kuplan Ahmad Pasha Toptani de Kroja van fer disminuir la població de la ciutat; va passar llavors als Toptani, ja que els fills de Kuplan Ahmad Pasha, mort el 1816, es van casar amb les filles de Kahraman Pasha. Va governar llavors Abdurrahman Pasha, mort el 1837. Va evitar la sort dels governants de Skhodra, Janina i altres, però no va poder evitar la destrucció de la fortalesa per les autoritats otomanes (vers 1830/1833). Ahmed Bey, fill d'Abdurrahman Pasha, el va succeir. Es van construir en els següents anys algunes esglésies catòliques, una escola, una oficina de correus (fins a 1 873). Amb la reforma administrativa de 1865 va esdevenir centre d'un kada del sandjak de Durrës al vilayat de Skhodra; el kada tenia uns 100 pobles d'àmplia majoria musulmana a gairebé tots. El cònsol austríac Von Haln a la meitat del segle xix diu que tenia unes 2.000 cases però uns 10.000 habitants. A l'inici del segle xx en tenia uns 15.000, la gran majoria musulmans.
La petita ciutat fou triada com a capital temporal d'Albània (en una solució de compromís entre l'Albània del nord i la del sud) pel govern provisional sorgit arran del Congrés de Lushnjë de gener de 1920. Fou confirmada el 31 de desembre de 1925. El novembre de 1944, el govern comunista d'Enver Hoxha s'hi va establir després de l'alliberament de la ciutat de les tropes italianes el 17 de novembre de 1944.
La població de la ciutat, estimada només en 12.000 persones el 1910, va pujar fins als 30.000 en el cens de 1930 i a 60.000 el 1945, tot i els anys intermedis de l'ocupació estrangera i la guerra. Durant la dècada del 1950 Tirana va experimentar un període de ràpid creixement industrial, que va fer pujar la població fins als 137.000 habitants el 1960. Cap al final de la dècada del 1990 va experimentar l'augment de població més intens a causa de l'anada cap a la capital dels albanesos del nord amb l'esperança de trobar-hi una vida millor.
Actualment, la ciutat pateix problemes derivats de la superpoblació com ara el tractament de residus i la manca d'aigua corrent i electricitat. El problema es veu agreujat per unes infraestructures obsoletes. Amb tot i això, Tirana també ha experimentat un creixement força ràpid de la construcció de nous edificis, especialment als seus suburbis, on a molts dels nous barris els carrers encara ni tan sols tenen noms. Es diu que molts d'aquests edificis són el resultat d'operacions de blanqueig de diners.
D'ençà d'uns anys la contaminació també ha esdevingut un problema molt gran per a Tirana, ja que el nombre de cotxes ha augmentat en una progressió espectacular. Es tracta de vehicles majoritàriament vells i de motor dièsel que contaminen molt més que els nous models que circulen arreu d'Europa. A més a més, la gasolina que es fa servir a l'Albània conté més quantitat de sofre i plom que la permesa als països de la Unió Europea.
L'alcaldia de la ciutat, començant per Edi Rama, està intentat embellir el paisatge de la ciutat netejant les vores del riu Lana i pintant de nou els vells edificis.
Al final de la dècada dels anys 1980 i començament dels 1990 Tirana va ser el focus de violentes manifestacions que van donar com a resultat la caiguda del govern comunista.

## Transports

### Tren
Hi ha serveis regulars de passatgers cap a Durrës i Pogradec via Elbasan. L'estació de tren és al nord de la plaça de Skanderbeg, al bulevard Zogu. No hi ha cap línia de tren cap a l'estranger per a passatgers, tot i que hi ha una ruta de mercaderies que va a Montenegro passant per Shkodër (malgrat que actualment es troba en desús).

### Avió
L'aeroport internacional de la ciutat, conegut amb el nom de Rinas, està situat a 25 km al nord, a la carretera cap a Durres. Hi tenen la seu les dues companyies aèries albaneses: Albanian Airlines i Ada Air. Tot i això, el nombre de destinacions a les quals es pot viatjar no és gaire gran.

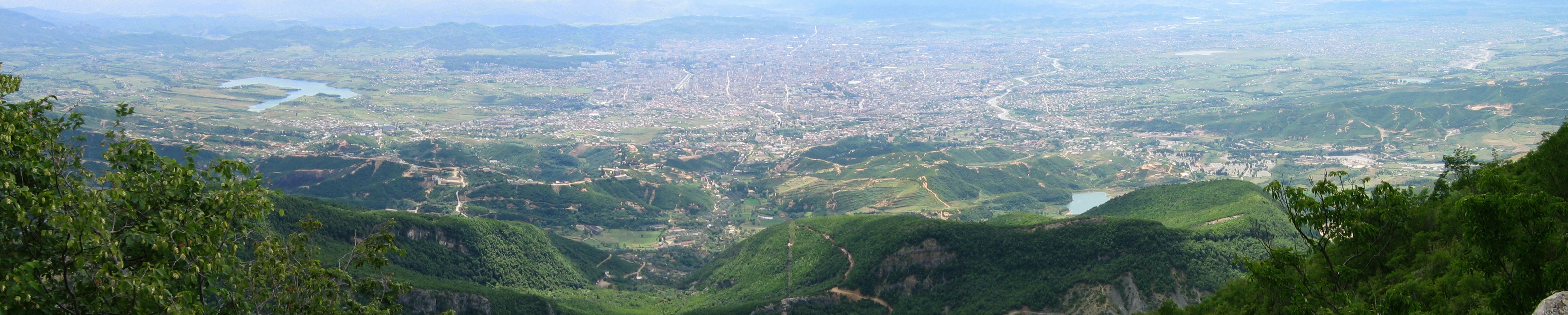
Vista panoràmica de Tirana des de Dajti

## Ciutats agermanades
- Ankara, Turquia
- Podgorica, Montenegro
- Atenes, Grècia
- Sarajevo, Bòsnia i Hercegovina

## Galeria

Edificis religiosos a Tirana
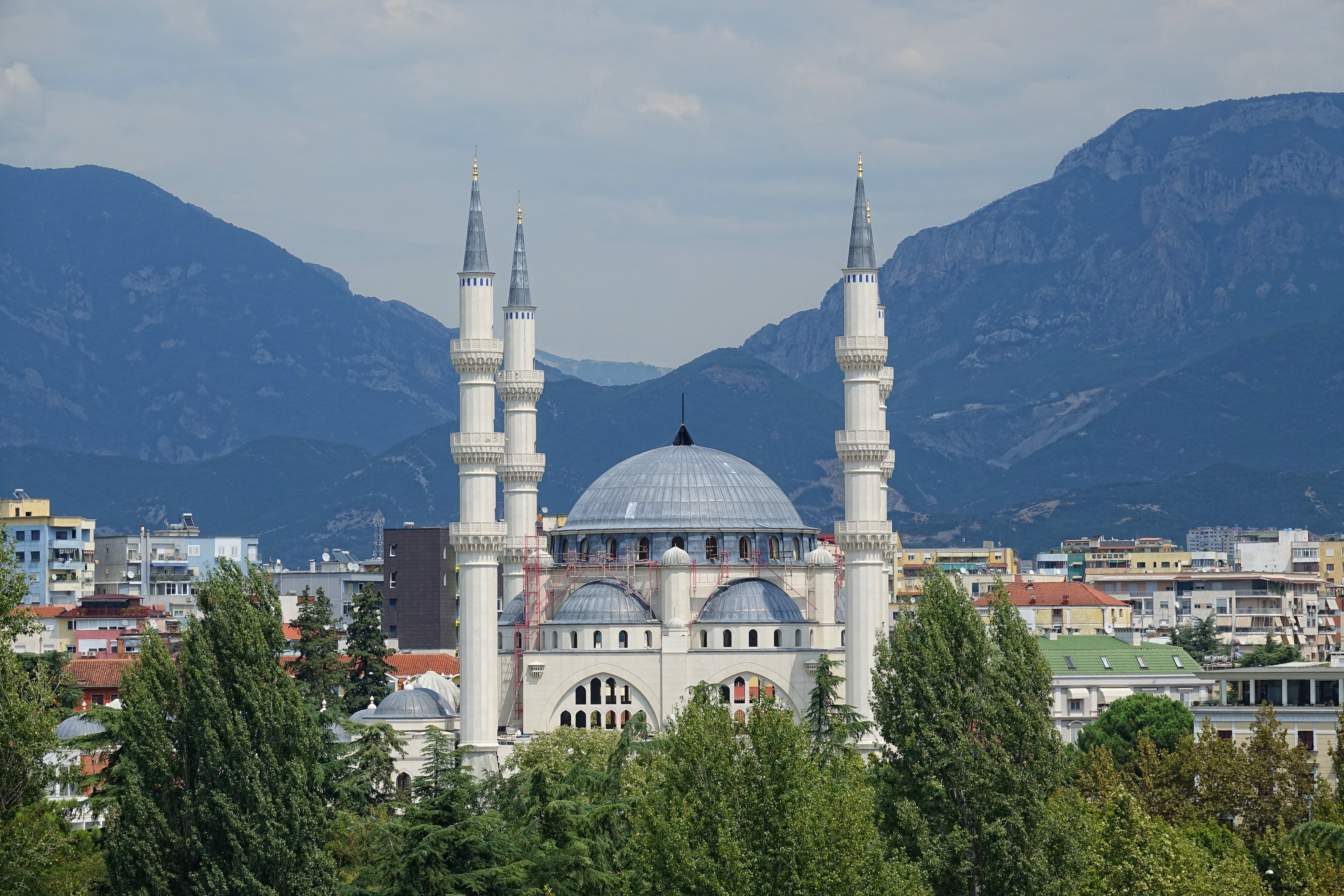
Mesquita de Namazgah
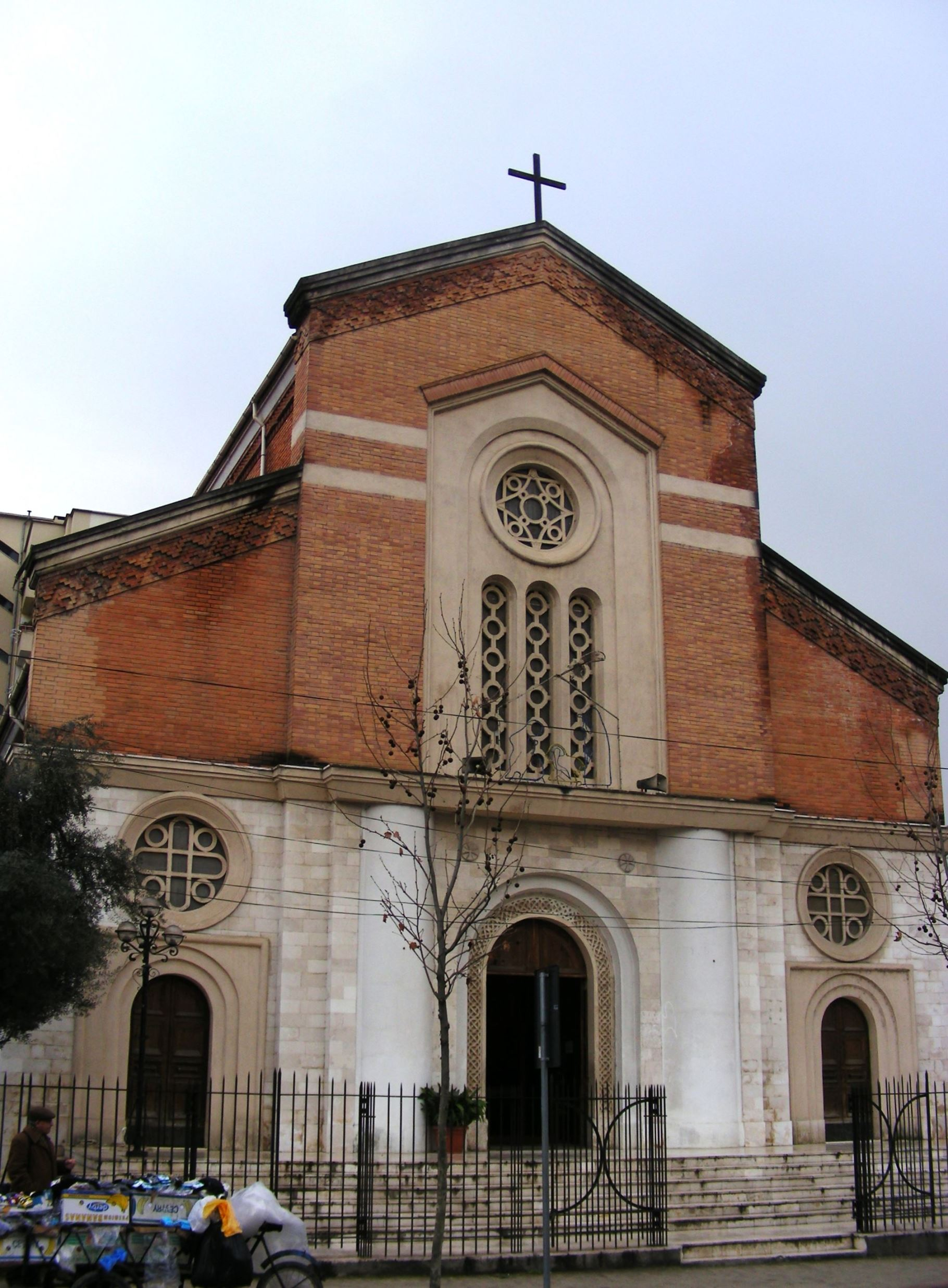
Església del Sagrat Cor
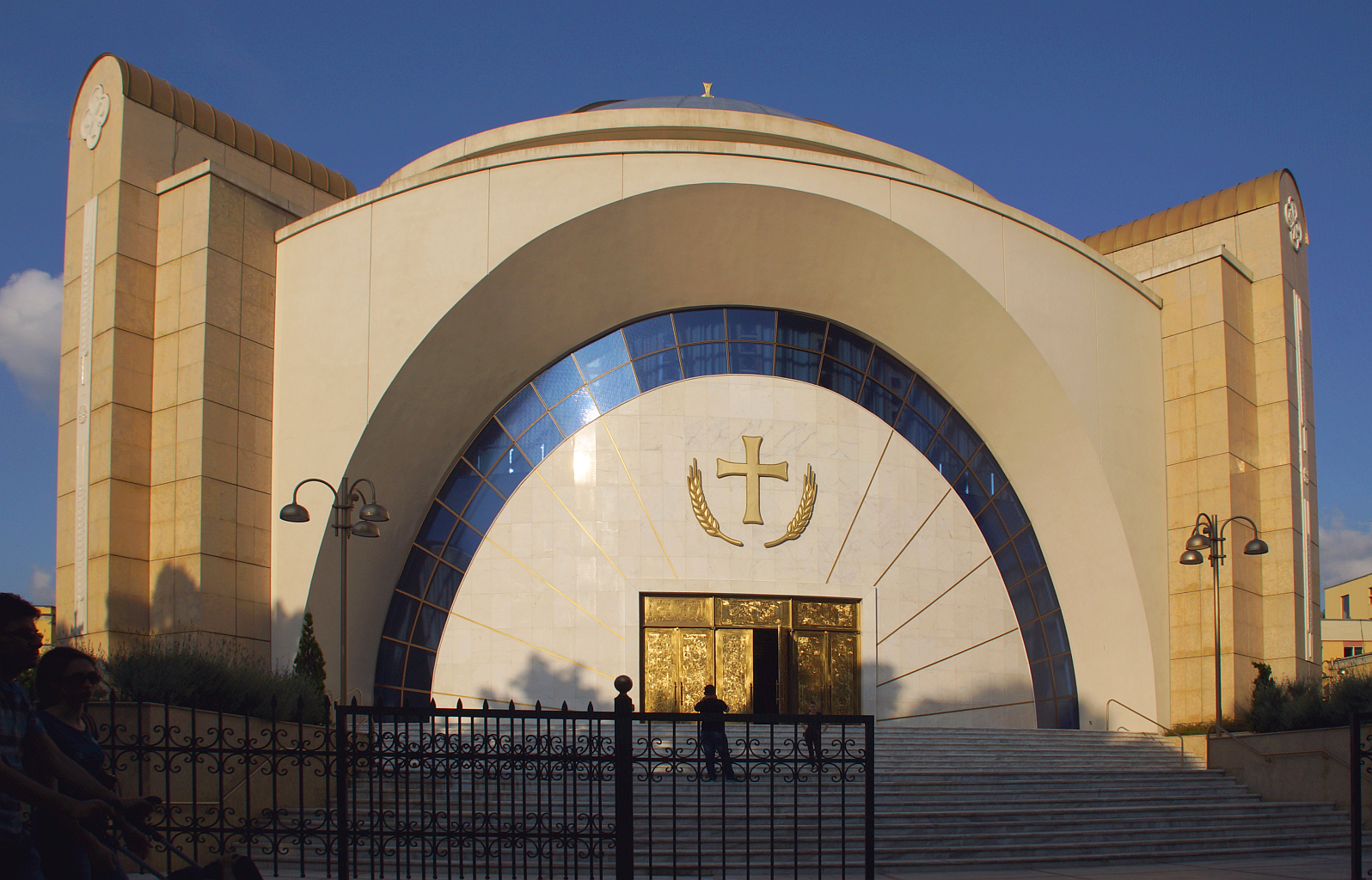
Catedral de la Resurrecció
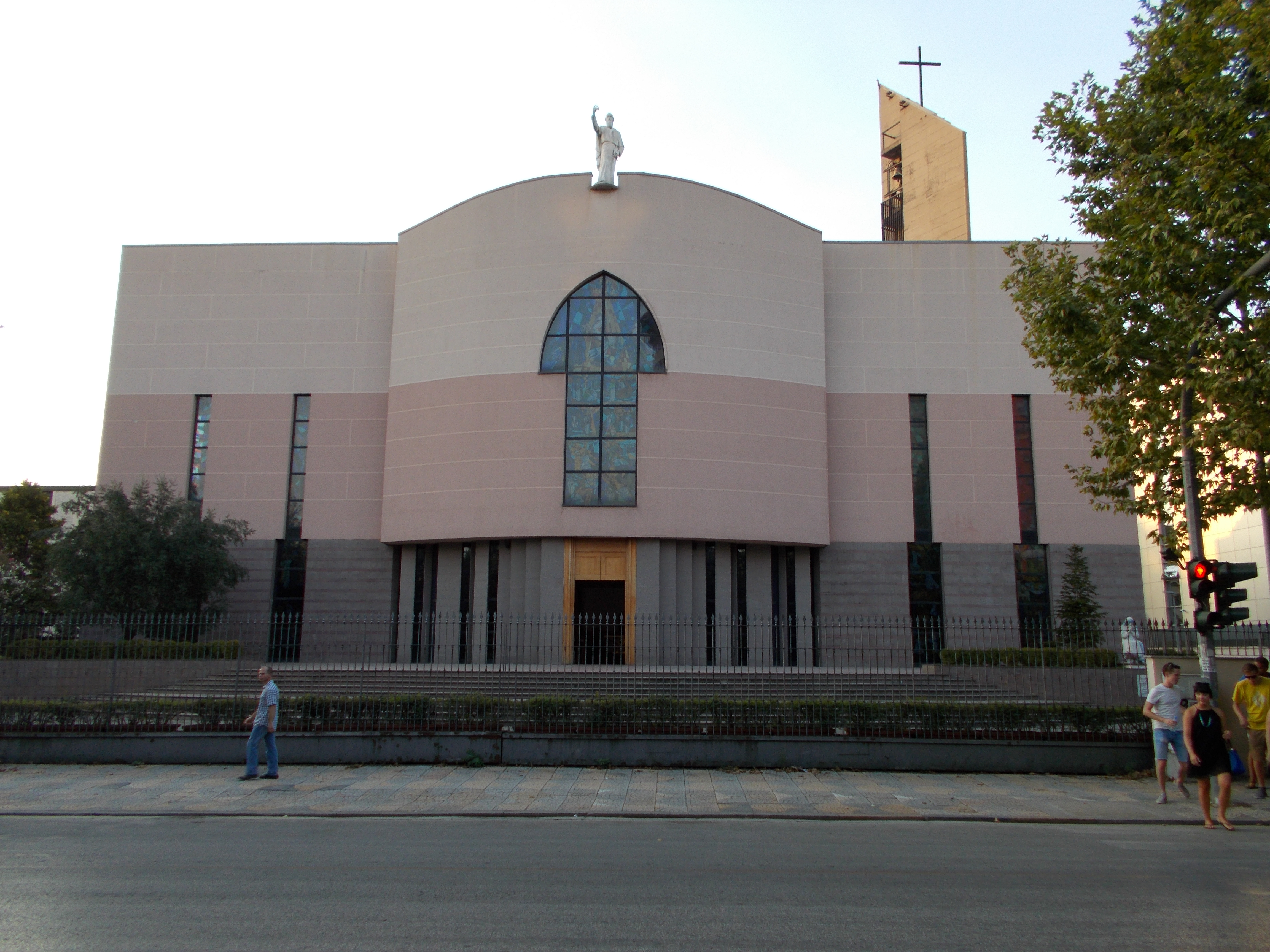
Catedral de Sant Pau
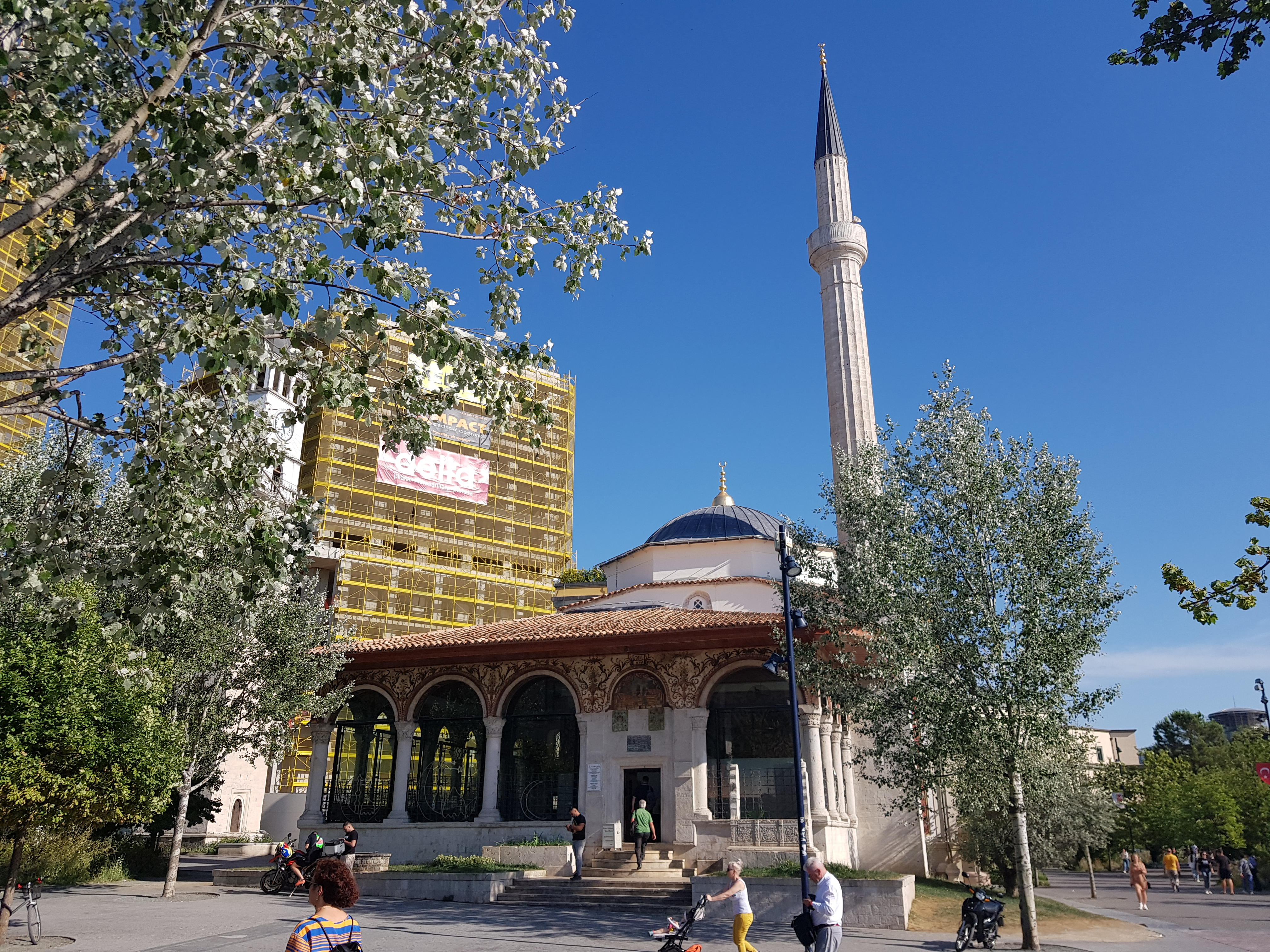
Mesquita Et'hem Bey
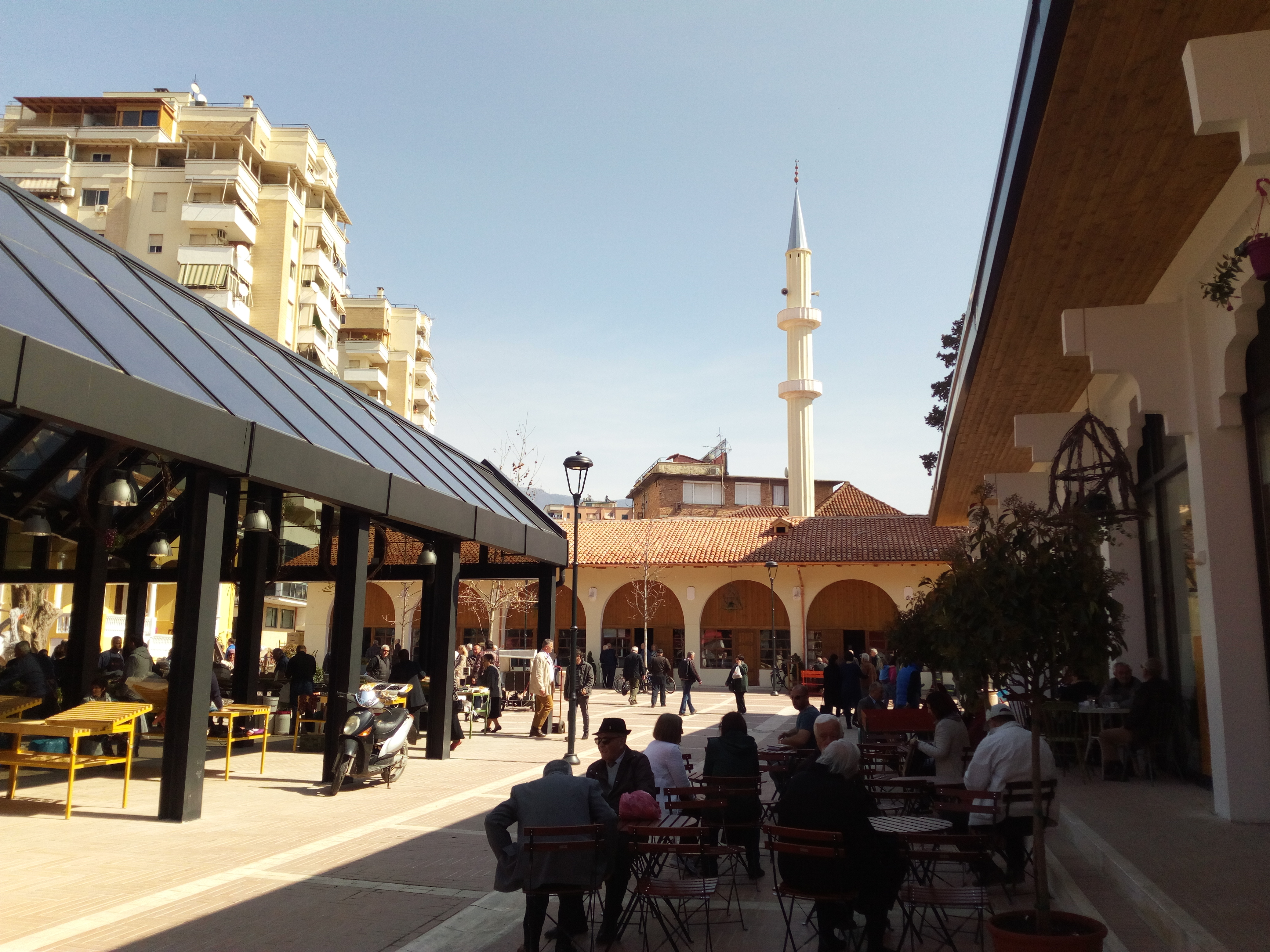
Mesquita Kokonozi
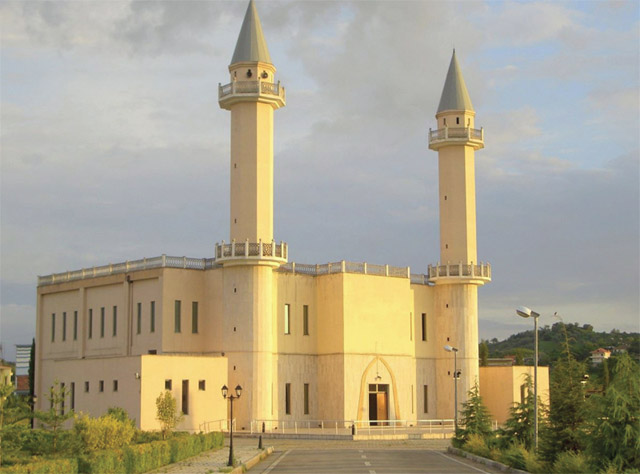
Mesquita Baitul Awwal